# 5369 Virgiugum
5369 Virgiugum eller 1985 SE1 är en asteroid i huvudbältet som upptäcktes den 22 september 1985 av den Schweiziska astronomen Paul Wild vid Observatorium Zimmerwald. Den har fått sitt namn efter bergspasset Jungfraujoch.
Asteroiden har en diameter på ungefär 4 kilometer.